# علی بختیار
علی بختیار (زاده ۱۳۵۲ گلپایگان) سیاستمدار ایرانی است، که در دهمین دوره مجلس شورای اسلامی به عنوان نماینده گلپایگان و خوانسار در مجلس حضور داشت. وی ریاست «فراکسیون پاسخگو» را بر عهده داشت و از اعضای کمیسیون انرژی مجلس به شمار می‌آمد. او عضو ناظر مجلس شورای اسلامی در شورای عالی انرژی بود. 
بختیار دانش‌آموخته کارشناسی مهندسی برق ، در کارشناسی ارشد مدیریت فناوری اطلاعات از دانشگاه تربیت مدرس و دارای دکتری DBA نفت و گاز از دانشگاه تهران است. فعالیت شغلی خود را از سال ۱۳۷۷ در سازمان بازرسی کل کشور آغاز کرد.

## مجلس دهم
در دهمین دوره انتخابات مجلس شورای اسلامی، علی بختیار، در لیست ائتلاف فراگیر اصلاح طلبان: گام دوم قرار داشت و توانست با کسب ۱۴۳۷۱ رای از مجموع ۵۲۶۵۱ رای، از حوزه انتخابیه گلپایگان و خوانسار، نماینده مجلس دهم شود.